# Surveillant général
 (juin 2017).
Si vous disposez d'ouvrages ou d'articles de référence ou si vous connaissez des sites web de qualité traitant du thème abordé ici, merci de compléter l'article en donnant les références utiles à sa vérifiabilité et en les liant à la section « Notes et références ».
Un surveillant général, membre du corps de fonctionnaires, créé en 1847, se voyait principalement attribuer des missions liées à la discipline des élèves : contrôler les absences et les retards, surveiller les élèves dans la cour ou à l’étude et sonner la cloche. 
Les surveillants généraux sont remplacés par les conseillers principaux d'éducation (CPE) à partir de 1970.

## Évolution de ses missions
Ces missions ont contribué à forger l’image caricaturale du « surgé », « père Fouettard en blouse grise », dans un contexte où c'est essentiellement l'élite sociale qui entre au lycée (ce n'est qu'à la fin des années 1920 que les premiers enfants issus des classes populaires commencent à avoir accès à l'enseignement secondaire). 
En 1932, le Ministère de l'Instruction publique change de nom pour devenir Ministère de l'Éducation nationale, affirmant ainsi l'ambition nouvelle d'éduquer gratuitement la Nation, et non plus seulement de lui dispenser une instruction élémentaire. Cinq ans plus tard, la création du corps dit des MI-SE (maîtres d’internat et surveillants d’externat) permet aux surveillants généraux de se consacrer à des tâches plus éducatives.
Après la Seconde Guerre mondiale, le système éducatif français connaît de profonds bouleversements. Le développement rapide de l'industrie et la reconstruction exigent de former chaque année des dizaines de milliers de nouveaux spécialistes, techniciens et ingénieurs : l'enseignement secondaire qui traditionnellement accordait une très grande place à la culture classique doit davantage s'ouvrir aux sciences appliquées et à l'enseignement technique, qui n'en est alors qu'à ses balbutiements (loi Astier de 1919 instaurant l'apprentissage avec cours gratuits et obligatoires pour obtenir le CAP). De nouveaux types d’établissement sont créés (CET, CEP) et le public scolaire se massifie et se diversifie. C’est aussi l’essor des mouvements d’éducation populaire, des colonies de vacances, souvent initiées par des personnels de l’Education nationale. Cette profonde mutation du système éducatif amène vite une réflexion sur la place des adolescents dans la société et la prise en compte de leurs spécificités.
Les surveillants généraux commencent à vouloir rompre avec leur image répressive et se voient reconnaître des missions d’animation socio-éducative en 1965.

## Son remplacement par les conseillers principaux d’éducation
Les événements de mai 68 sont suivis d’une profonde remise en question de nos modèles sociaux et éducatifs. L’institution commence à prendre en compte les nouvelles spécificités de la jeunesse qui réclame une reconnaissance plus éducative et moins répressive de la part de l’État.
Le surveillant général laisse la place aux conseillers et conseillers principaux d'éducation, dont le métier sera davantage basé sur l’écoute, le suivi de l’élève et l’animation socio-éducative. En 1970 est créé le corps des conseillers d’éducation et celui des conseillers principaux d’éducation (CE et CPE), les premiers de catégorie B exerçant en collège et les seconds de catégorie A exerçant en lycée.
Une nouvelle circulaire datée de 1972 déterminera un peu plus précisément leurs missions autour de « tâches pédagogiques », d’« animation éducative » et de « sécurité physique et morale des élèves ». Toutefois, la structure et la rédaction de cette circulaire pose comme socle préalable et de manière très précise le côté disciplinaire et la filiation aux surveillants généraux. Cette circulaire de 1972 et son architecture permet de saisir, avec un regard historique, les tensions de l’époque qui s’expriment pleinement. L’évolution des contours et contenus des missions des CPE est en marche.

## Sa représentation dans les arts
- Le Surveillant général est une chanson de Michel Sardou parue sur l'album Danton en 1972 et sortie en single le décembre de la même année.

Le surgé est un personnage récurrent dans la BD le grand Duduche de Cabu (Dargaud, 1967)